# Сітно (Щецинецький повіт)
Сітно (пол. Sitno, нім. Hütten bei Gellin) — село в Польщі, у гміні Щецинек Щецинецького повіту Західнопоморського воєводства.
Населення — 269 осіб (2011).

## Демографія
Демографічна структура станом на 31 березня 2011 року:
|          | Загалом | Допрацездатний вік | Працездатний вік | Постпрацездатний вік |
| -------- | ------- | ------------------ | ---------------- | -------------------- |
| Чоловіки | 147     | 40                 | 95               | 12                   |
| Жінки    | 122     | 29                 | 71               | 22                   |
| Разом    | 269     | 69                 | 166              | 34                   |